# Coptodisca negligens
Coptodisca negligens is een vlinder uit de familie van de Heliozelidae. De wetenschappelijke naam van de soort is voor het eerst geldig gepubliceerd in 1920 door Braun.